# Why We Post
Why We Post — масштабный исследовательский проект команды антропологов из Университетского колледжа Лондона (UCL). Он посвящен изучению поведения людей, представителей разных культур и социальных слоев общества, в социальных медиа.

## Автор исследования
Автор исследования — Дэниел Миллер (род. 1954), антрополог, исследователь материальной культуры и массового потребления, профессор Университетского колледжа Лондона (UCL).
Миллер активно занимается исследовательской деятельностью. Он автор или соавтор около сорока научных работ. Среди них можно отметить книгу об антропологии коммуникации посредством мобильных телефонов, исследование об использовании новых медиа транснациональными семьями. По его инициативе в Университетском колледже Лондона была создана кафедра цифровой антропологии.

## История проекта
В 2012 году Миллер запустил масштабный исследовательский проект о социальных сетях и социальных науках (Social Networking and Social Sciences Research Project), целью которого было изучение влияния социальных медиа во всем мире.
Результаты этого исследования были опубликованы в феврале 2016 года. В интернете был запущен сайт (англ.) с многочисленными таблицами и видео, раскрывающий результаты проекта, а также онлайн-курс (англ.), доступный для всех желающих.
Также по итогам проекта было опубликовано 11 монографий (англ.). Одна из них — «Как мир изменил социальные медиа», в которой утверждается, что, как правило, именно социальные медиа приспосабливаются под человечество и его запросы, а не наоборот.

## Суть исследования
Главным принципом исследования было использование традиционных антропологических методов. Так, команда ученых провела 15 месяцев в девяти разных точках мира, выбранных в качестве полей исследования: две точки в Китае (деревня в северной части страны и промышленный город на юге), город Мардин на сирийско-турецкой границе, коммуна Альто-Осписио на севере Чили, окраины Сальвадора в Бразилии, карибский остров Тринидад, деревни на юге Англии Италии, Индии. Антропологи наблюдали за жизнью местных жителей: крестьян, шахтеров, программистов, школьников — с целью опровергнуть неоправданные исследовательские обобщения, поэтому проект Why We Post имеет сравнительный характер.
В статье «Facebook бедных. Чем занимаются в соцсетях китайские крестьяне и чилийские шахтеры», опубликованной в интернет-издании Colta.ru, автор Борислав Козловский пишет:

Слово «we» («мы») в названии проекта используется не без лукавства: аудитория антропологов и те, кого исследуют, — это все-таки очень и очень разные люди. Но даже если вы читаете в Facebook одних Михаила Ямпольского со Славоем Жижеком и ваша френдлента не имеет ничего общего с френдлентой шахтеров на юге Чили — это исследование как минимум поможет понять, для кого придуманы шесть новых кнопок с рожицами вместо одного классического лайка.

В рамках исследования изучается влияние новой формы коммуникаций посредством социальных медиа на разные стороны жизни: на политику, образование, проблемы гендерного и социального неравенства, идентичности и нормативности.

### Масштабируемая социальность
Масштабируемая социальность — особое определение социальных медиа, данное им антропологами, участвовавшими в исследовании. По их мнению, оно передает истинный смысл социальных медиа: они заполнили все промежуточные позиции в диапазоне между публичными и частными средствами коммуникации. Так, благодаря социальным сетям и мессенджерам человек может обратиться к группе любого размера (будь то миллионная аудитория в Instagram или семейный чат в WhatsApp). Этот термин позволяет определить социальные медиа как целостное явление и понять их реальное влияние на характер современных коммуникаций.

## Результаты исследования
На официальном сайте исследования опубликованы 15 научных открытий (англ.), сделанных в результате работы антропологов. Так, согласно первому выводу, социальные медиа не делают нас, вопреки распространенному убеждению, более эгоистичными. Другое утверждение ученых: жизнь онлайн по сути своей консервативна. Исследование на юге Индии показало, что интернет не способствует преодолению социальных границ, а наоборот укрепляет их. Например, в индийском штате Тамил-Наду интернет-доставка популярна среди представителей самых бедных слоев общества, потому что в реальной жизни они чувствуют себя более уязвимыми, отчужденными от общества.
Кроме того, антропологи сделали вывод, что частота использования социальных сетей зависит от окружающей человека среды. Например, отличный климат и хорошие бытовые условия жителей Южной Италии позволяют им не отводить социальным сетям большую роль в их жизни. Совершенно другая ситуация у жителей Китая. Миллер приводит цитату одного китайского рабочего: «Знаете, за пределами смартфона жизнь, в общем-то, невыносима». Тем самым, неудовлетворенность реальной жизнью толкает рабочих проводить все свое свободное время онлайн.
Отдельное место в проекте занимает изучение мемов. Исследователи заявляют, что мемы стали своеобразной полицией нравов интернет-пространства, причем их содержание и форма варьируются в каждой изучаемой точки мира. Так, в Индии распространены серьезные мемы на религиозные темы, а в Чили — юмористические на острые социальные проблемы. Мемы также были выбраны для иллюстрации результатов проекта — изучая социальные сети, ученые сделали попытку говорить на языке социальных сетей.

## Why We Post в России
Проект «Why we post: Антропология социальных медиа» был запущен в России 22 января 2018 года совместными усилиями Высшей школы экономики и «Клуба любителей интернета и общества». В российский вариант курса добавлены исследования истории развития интернета и социальных медиа в разных российских городах: в Воронеже, Тюмени, Лобне, Владивостоке.
Онлайн-курс «Why we post: Антропология социальных медиа» доступен на платформе «Открытое образование». Он знакомит с базовыми навыками цифрового антрополога, позволяет понять, как устроены социальные медиа и современные сообщества в целом — во всей полноте их культурного разнообразия.